# Bletterans
Bletterans este o comună franceză, situată în departamentul Jura, regiunea culturală și istorică Franche-Comté în regiunea Bourgogne-Franche-Comté.

## Geografie
Bletterans este situat la porțile regiunii Franche-Comté, în inima zonei Bresse Jurassienne, o regiune bogată în numeroase iazuri.
Râul Seille traversează comuna, unde se împarte în două brațe, formând o insulă pe care se află centrul satului.

### Comune limitrofe
| Cosges                                  | Relans       | Desnes            |
| Frangy-en-Bresse (Saône-et-Loire) Nance |              | Ruffey-sur-Seille |
| Saillenard (Saône-et-Loire)             | Fontainebrux | Villevieux        |

## Climă
În 2010, clima comunei era de tip climat de margine montană, conform unui studiu al Centrului Național de Cercetare Științifică (CNRS) bazat pe un set de date ce acoperă perioada 1971–2000. În 2020, Météo-France publică o tipologie a climei din Franța metropolitană, în care comuna este expusă unui climat semi-continental și se află într-o zonă de tranziție între regiunile climatice „Burgundia, valea Saônei” și „Jura”.
Pentru perioada 1971-2000, temperatura anuală medie este de 11 °C, cu o amplitudine termică anuală de 17,5 °C. Cumulul anual mediu de precipitații este de 1081 mm, cu 12 zile de precipitații în ianuarie și 8,6 zile în iulie. Pentru perioada 1991-2020, temperatura medie anuală observată la stația meteorologică Météo-France cea mai apropiată, situată în comuna Lombard la 6 km distanță, este de 12,1 °C, iar cumulul anual mediu de precipitații este de 1128,6 mm.
Parametrii climatici ai comunei au fost estimați pentru mijlocul secolului (2041-2070) conform diferitelor scenarii de emisie de gaze cu efect de seră, bazate pe noile proiecții climatice de referință DRIAS-2020. Aceștia pot fi consultați pe un site dedicat publicat de Météo-France în noiembrie 2022.

## Urbanism

### Tipologie
La 1 ianuarie 2024, Bletterans este clasificată drept comună rurală, conform noii grile comunale de densitate în șapte niveluri, definită de INSEE (Institutul Național de Statistică și Studii Economice) în 2022. Este situată în afara unității urbane. De asemenea, comuna face parte din zona metropolitană a orașului Lons-le-Saunier, fiind una dintre comunele din zona periurbană. Această arie, care reunește 139 de comune, este încadrată în categoria ariilor cuprinse între 50.000 și mai puțin de 200.000 de locuitori.

### Utilizarea terenurilor
Ocuparea terenurilor din comună, așa cum reiese din baza de date europeană privind ocuparea biofizică a solurilor Corine Land Cover (CLC), este caracterizată prin predominanța terenurilor agricole (61 % în 2018), în scădere față de 1990 (63,8 %). Repartizarea detaliată în 2018 este următoarea: terenuri arabile (56,5 %), păduri (20,3 %), zone urbanizate (11,3 %), zone industriale sau comerciale și rețele de comunicații (7,4 %), terenuri agricole heterogene (4,2 %), pajiști (0,2 %). Evoluția ocupării terenurilor în comună și a infrastructurilor sale poate fi observată pe diferitele reprezentări cartografice ale teritoriului: harta Cassini (secolul XVIII), harta de stat-major (1820-1866) și hărțile sau fotografiile aeriene ale IGN pentru perioada actuală (1950 până în prezent).

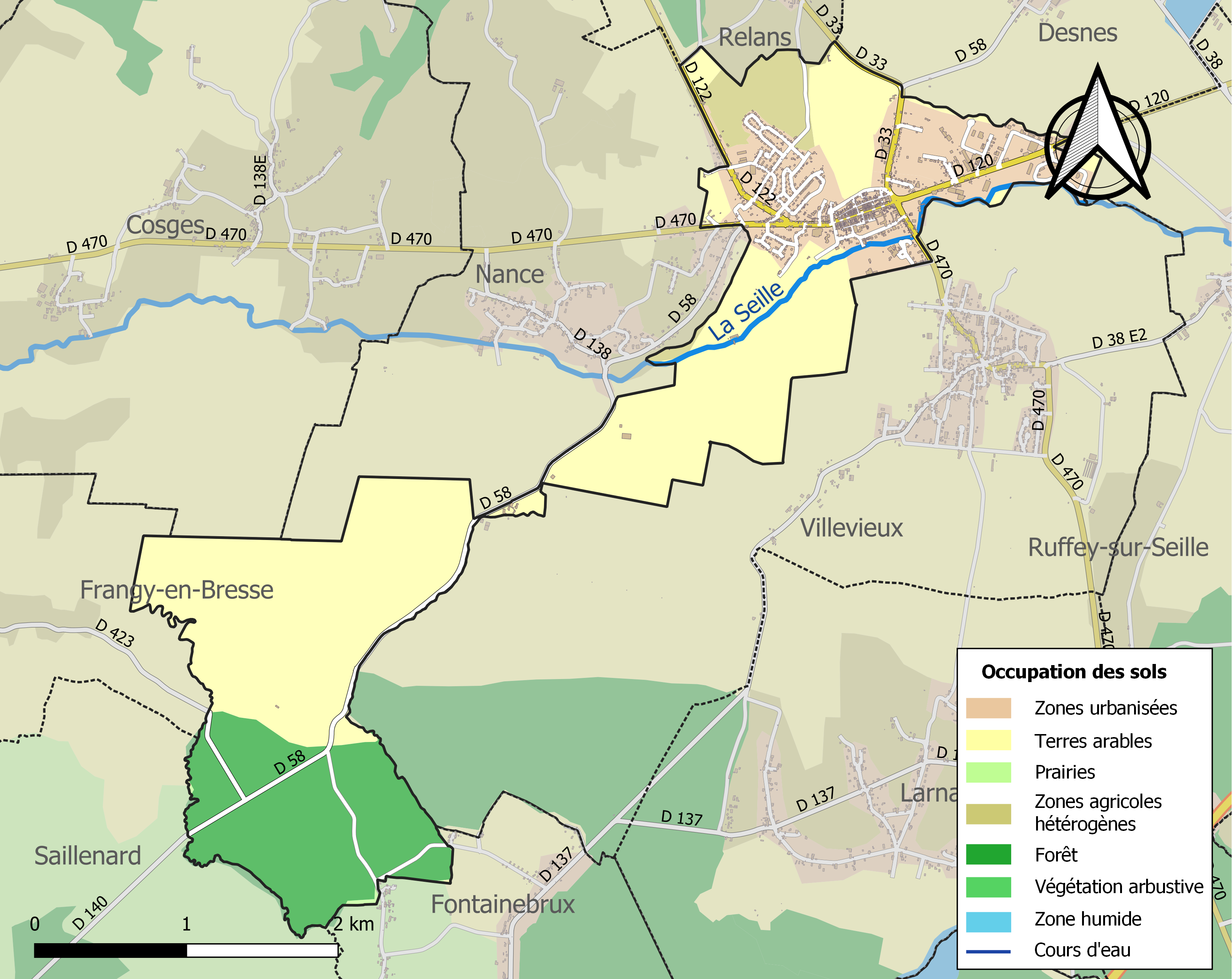
Harta infrastructurii și utilizării terenului a comunei în 2018 (CLC).

## Toponimie
Numele localității este atestat sub forma Bleterenco în anul 1150, fiind tradus în latină medievală prin [in] villa Bletterensi în 1175.
Este vorba despre o formare toponimică medievală de tip germanic cu sufixul -ing, sufix care desemnează rudenia, romanizat în -ingos.
Primul element Bletter- reprezintă, potrivit lui Théophile Perrenot, anthroponimul germanic Blîthahar, pe care Albert Dauzat îl redă sub forma Blithar, nume care a fost și cel al unui conducător burgund; este același anthroponim întâlnit în Bleurville (Vosges, Blederici villa în 1050, sau eventual Blitrich în acest caz) și Blicourt (Oise, Blericurtis în 1240). Ernest Nègre preferă să-l menționeze sub forma sa latinizată Blitharius, așa cum apare în documentele redactate în latină medievală, de exemplu în polyptyque d'Irminon.
Este acceptat încă de la începutul secolului al XX-lea că terminația -ans (uneori, în forme vechi, -ens) reprezintă în majoritatea cazurilor sufixul germanic -ing (romanizat în -ingos), fapt confirmat în cazul toponimului Bletterans prin formele vechi Bleterenco, cu sensul „la oamenii lui Blithar(ius)”, tradus în latină prin (in) villa Bletterensi, cu sufixul latin -ensis, care înseamnă „în domeniul rural al oamenilor lui Blithar(ius)”.

## Istorie

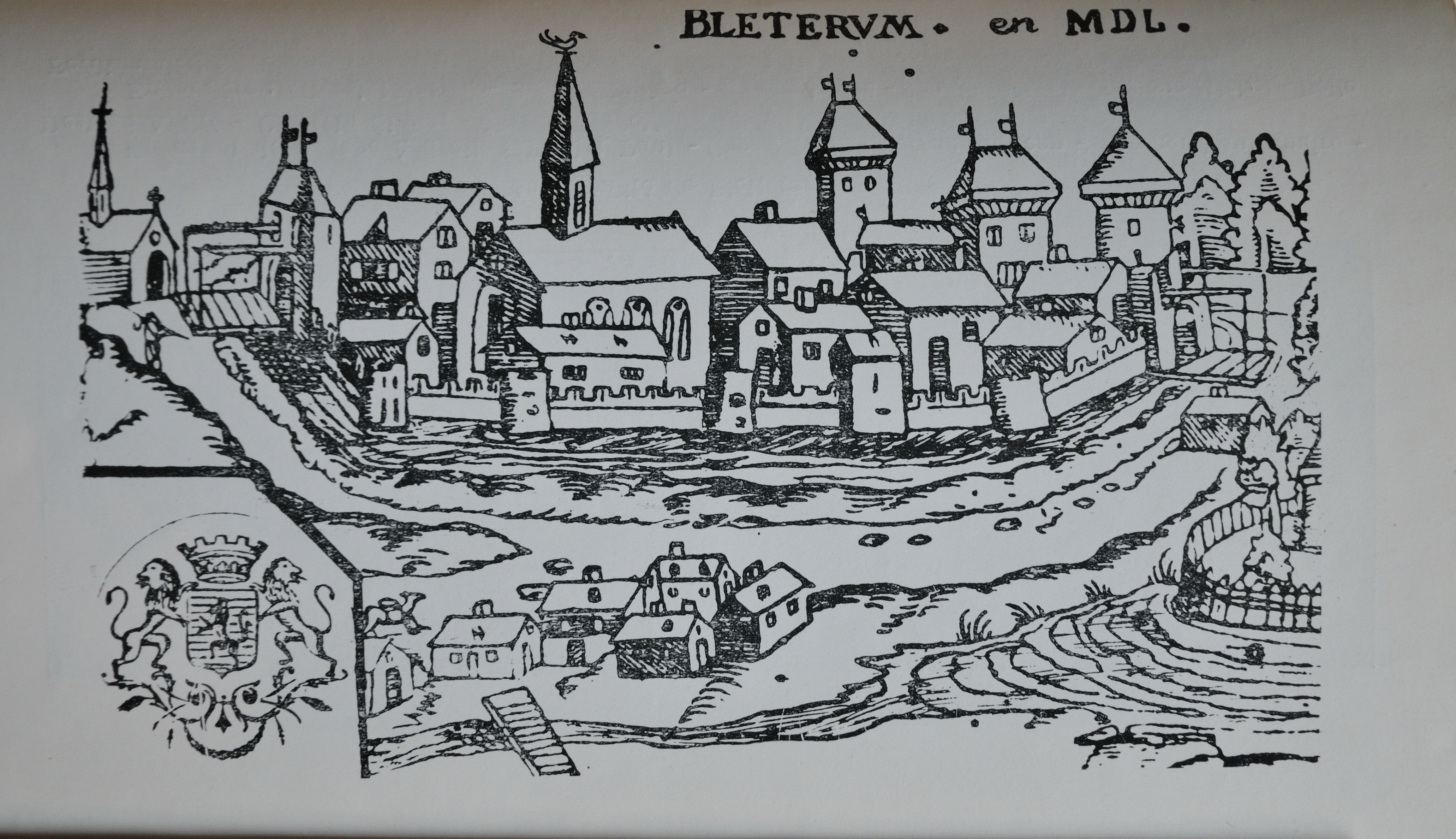
Bletterans în jurul anului 1550 (Claude Luc)

Bletterans, situată în regiunea galică locuită de séquani, a fost atașată în timpul lui Iulius Caesar de Séquania, având ca capitală orașul Besançon.
Regiunea a trecut prin mâinile mai multor stăpâni, în funcție de invazii, tratate și jocuri politice. Administrată de un conte burgund, a primit denumirea de Comté, apoi Franche-Comté sub conducerea contelui Renaud. În anul 1157, Comté-ul a trecut sub autoritatea lui Frederic Barbarossa, împărat al Germaniei.
Bletterans a fost construită între brațele râului Seille; un castel menționat în latină medievală sub forma castrum Bletterentis a servit drept refugiu împotriva grupurilor de prădători.
Mult mai târziu, Jean I de Chalon-Arlay, primul senior de Arlay, a construit în 1275 orașul fortificat, care a devenit o poziție militară.
Aceasta a revenit regelui Franței în 1295.
Carol al VIII-lea al Franței a cedat-o împăratului Sfântului Imperiu Roman și fiului său, Filip cel Frumos. Acesta s-a căsătorit în 1497 cu Ioana, infantă a Spaniei, iar Bletterans a devenit teritoriu spaniol până în 1674.
În 1593, armatele lui Henric al IV-lea au pricinuit distrugeri în regiune, în special la Arlay.
În august 1637, în timpul Războiului de zece ani, Bletterans a fost cucerită, jefuită și devastată de trupele franceze ale armatei Franche-Comté, din care făcea parte regimentul Montausier, condus de Henri, duce de Longueville. Fortificațiile nu au mai fost niciodată refăcute.
Orașul a cunoscut o mare sărăcie până în 1789, fiind foarte îndatorat. Abia în 1801, administratorii au adus îmbunătățiri notabile.

## Populația și societatea

### Date demografice
Evoluția numărului de locuitori este cunoscută prin recensămintele populației efectuate în comuna respectivă începând din 1793. Pentru comunele cu mai puțin de 10 000 de locuitori, un recensământ al întregii populații este realizat la fiecare cinci ani, populațiile legale pentru anii intermediari fiind estimate prin interpolare sau extrapolare. Pentru comuna respectivă, primul recensământ exhaustiv în cadrul noului dispozitiv a fost realizat în 2004.
În 2022, comuna număra 1 530 locuitori, în creștere cu +6,25 % față de 2016 (Jura: -0,81 %, Franța fără Mayotte: +2,11 %).
| An        | 1793 | 1821  | 1841  | 1856  | 1876  | 1886  | 1901  | 1921 | 1936  | 1962  | 1982  | 2006  | 2014  | 2022  |
| --------- | ---- | ----- | ----- | ----- | ----- | ----- | ----- | ---- | ----- | ----- | ----- | ----- | ----- | ----- |
| Populație | 675  | 1 100 | 1 230 | 1 176 | 1 308 | 1 184 | 1 132 | 955  | 1 027 | 1 034 | 1 350 | 1 400 | 1 430 | 1 530 |

## Cultură locală și patrimoniu

### Locuri și monumente
Biserica Convertirii Sfântului Pavel (secolele XVII–XIX), situată pe Rue Notre-Dame, este înscrisă în Inventarul General al Patrimoniului Cultural (IGPC) din 1986; are o orgă de cor construită de faimoșii factori de orgi Daublaine-Callinet, clasificată drept monument istoric;
- Capela fostului convent;
- Școala (secolul XIX), situată pe Rue des Granges, înscrisă în IGPC din 1986[34];
- Case (secolele XVIII–XIX) de pe Rue des Granges, înscrise în IGPC din 1986[35][36][37];
- Case (secolele XVIII–XIX), înscrise în IGPC din 1986[38];
- Fostul convent al Ursulinelor (secolul XIX), situat pe Rue Louis le Grand, înscris în IGPC din 1986[39];
- Casă (secolele XVIII–XIX) pe Rue Louis le Grand, înscrisă în IGPC din 1986[40];
- Primăria (secolul XIX), situată în Place de la Mairie, înscrisă în IGPC din 1986[41] ;
- Moară (secolele XVIII–XIX), în locul numit „La moulin Rondeau”, înscrisă în IGPC din 1986[42];
- Moară (secolul XIX), în locul numit „La Foule”, înscrisă în IGPC din 1986[43];
- Urme ale fortificațiilor (din secolele XIII–XVII), înscrise în IGPC din 1986[44].

În timpul celui de-Al Doilea Război Mondial, regiunea a avut o importanță strategică deosebită pentru circulația membrilor Rezistenței. Mai multe terenuri de aterizare sau de parașutare (DZ), precum Courlaoux, Courgette și Orion, erau amenajate pe platourile din împrejurimi.
Aceste terenuri au permis, printre altele, următoarele operațiuni:
- 17 noiembrie 1942 – plecarea spre Londra a lui Henri Frenay⁠(d) și Emmanuel d’Astier de la Vigerie ;
- 14 septembrie 1943 – sosirea în Franța a primilor cinci Delegați militari regionali ;
- 8 februarie 1944 – evacuarea lui Raymond Aubrac⁠(d), Lucie Aubrac⁠(d) și a fiului lor.

### Personalități
- Narcisse Théophile Patouillard (1854–1926) a fost un micolog francez, membru fondator și președinte al Societății Micologice din Franța